# تیم ملی فوتبال کره جنوبی
تیم ملی فوتبال کره جنوبی نمایندهٔ کره جنوبی در رویدادهای بین‌المللی فوتبال است که زیرنظر فدراسیون فوتبال کره جنوبی اداره می‌شود. کره جنوبی با ۱۱ بار حضور در جام جهانی در میان تیم‌های آسیایی رکورددار است و نخستین و تنها تیم آسیایی است که به نیمه نهایی جام جهانی، در سال ۲۰۰۲ که میزبانی آن را بر عهده داشت، راه یافته‌است.
تیم ملی کره جنوبی با دو قهرمانی جام ملت‌های آسیا در سالهای ۱۹۵۶ و ۱۹۶۰ و همینطور کسب مقام چهارم جام جهانی ۲۰۰۲ از تیم‌های پرافتخار آسیا است. کره جنوبی همچنین ۵ قهرمانی بازی‌های آسیایی در سال‌های ۱۹۷۰، ۱۹۷۸ و ۱۹۸۶و ۲۰۱۴ و ۲۰۱۸ سه نایب قهرمانی در سال‌های ۱۹۵۴، ۱۹۵۸ و ۱۹۶۲ و یک مدال برنز در سال ۱۹۹۰ را کسب کرده‌است. تیم زیر ۲۳ سال آن هم در بازی‌های آسیایی ۲۰۰۶ و ۲۰۱۰ به مدال برنز رسید.
تیم ملی فوتبال کره‌جنوبی در مرحله رده‌بندی جام جهانی ۲۰۰۲ از تیم ملی فوتبال ترکیه شکست خورد و به مقام چهارم رسید، این بزرگترین افتخار تیم ملی کره جنوبی می‌باشد.
تیم ملی فوتبال کره‌جنوبی در مرحله گروهی جام جهانی ۲۰۲۲ قطر با خلق یک شگفتی در یک بازی دراماتیک در دقایق پایانی برابر پرتغال دو یک پیروز شد و به مرحله یک‌هشتم نهایی صعود کرد. کره جنوبی بعد از این برد در مرحله یک‌هشتم نهایی مقابل برزیل چهار بر یک شکست خورد و از دور مسابقات کنار رفت.

## بازیکنان
این لیست شامل فهرست ۲۶ نفره بازیکنان دعوت شده برای شرکت در جام ملت‌های آسیا ۲۰۲۳ است.
دروازبانان:
کیم سئونگ-گیو
چو هیون-وو 
سونگ بوم-کون
مدافعان:
کیم یونگ-گوون
کیم جین-سو
لی کی-جه
کیم مین-جائه
سئول یونگ-وو
کیم تائه-هوان
جونگ سئونگ-هیون
کیم جو-سونگ
کیم جی-سو
هافبک ها:
لی جائه سونگ
مون سئون-مین
هوانگ این-بئوم
پارک یونگ-وو 
پارک جین-سوپ
هنگ هیون-سئوک
لی سون-مین
جئونگ وو-یئونگ
کنگین لی
یانگ هیون-جون
مهاجمان:
سون هیونگ مین
هانگ هی چان
اوه هیون-گیو
چو گیو-سونگ